# Blaesoxiphella brevicornis
Blaesoxiphella brevicornis (лат.) — вид серых мясных мух, единственный в составе рода Blaesoxiphella из подсемейства Paramacronychiinae (Sarcophagidae).

## Распространение
Палеарктика: Алжир, Россия (Сибирь), Украина, Казахстан, Китай.

## Описание
Длина около 5 мм. Крыловая ячейка r4+5 закрытая или короткостебельчатая; усики красноватые; жгутик 1 примерно такой же длины, как педицель; самка с выступающим яйцекладом. Нотоплеврон с 2 первичными щетинками; нижние посткраниальные волоски чёрные. Высота щеки примерно отчётливо менее 0,5 высоты глаза.